# Anita Brookner
Anita Brookner (Herne Hill, Londres; 16 de julio de 1928-10 de marzo de 2016) fue una novelista, profesora e historiadora de arte británica.

## Educación y carrera
El padre de Brookner, Newson Bruckner, era un inmigrante polaco y su madre, Maude Schiska, una cantante estadounidense cuyo padre había inmigrado desde Polonia y fundado una compañía tabacalera. Anita Brookner tuvo una niñez solitaria, aunque su abuela y tío vivieron con su familia, y sus padres, judíos seculares, abrieron las puertas de su casa a refugiados judíos que escapaban de la persecución nazi durante la década de 1930 y la Segunda Guerra Mundial. Brookner, hija única, nunca se casó.
Brookner fue educada en la escuela para niñas James Allen. Recibió un BA en Historia del King's College London en 1949, y se doctoró en Historia del Arte en el Courtauld Institute of Art en 1953. En 1967 se convirtió en la primera mujer en obtener la cátedra Slade en la Universidad de Cambridge. Fue promovida al rango académico de Reader en el Courtauld Institute of Art en 1977, donde trabajó hasta su retiro en 1988. Brookner fue condecorada CBE (Comandante del Imperio Británico) en 1990. Fue Fellow del King's College London y del Murray Edwards College, de la Universidad de Cambridge.
Vivió casi siempre en Londres, aunque pasó temporadas extensas en París.

## Obra
Brookner escribió libros sobre arte de valía; entre ellos, estudios sobre Watteau, Greuze y Jacques-Louis David.
Brookner publicó su primera novela, A Start In Life (Un debut en la vida), en 1981, a los 53 años. Desde ese momento dio a la imprenta en promedio una novela por año (en total, escribió 24 hasta su muerte). Su cuarta novela, Hôtel du Lac, publicada en 1984, ganó el Booker Prize.
Brookner fue muy valorada por su estilo. Su literatura de creación, que está altamente influenciada por su propia experiencia de vida, explora temas como el aislamiento, la pérdida emocional y las dificultades asociadas a adecuarse en la sociedad inglesa. Sus novelas generalmente representan a mujeres intelectuales, de clase media, que sufren aislamiento, pérdidas emocionales y decepciones amorosas. Muchos de los personajes de sus libros son los niños de los inmigrantes europeos que experimentan dificultades para entrar en el modo de vida británico; a menudo son descendientes de familias judías.

### Estudios sobre arte
- J. A. Dominique Ingres (1965)
- Watteau (1967)
- The Genius of the Future. Studies in French Art Criticism; Diderot, Stendhal, Baudelaire, Zola, the Brothers Goncourt, Huysmans (1971)
- Greuze (1725-1805): The Rise and Fall of an Eighteenth-Century Phenomenon (1972)
- Jacques-Louis David. A Personal Interpretation (1974)
- Jaques-Louis David (1980)
- Great Paintings. Fifty Masterpieces, Explored, Explained and Appreciated (coautora) (1981)
- Romanticism and Its Discontents (2000)

### Novelas
- A Start in Life (1981); tr. como Un debut en la vida, Asteroide, 2018, con prólogo de Julian Barnes, 2016.
- Providence (1982)
- Look at Me (1983)
- Hôtel du Lac (1984)  (ganadora del Booker Prize)
- Family and Friends (1985)
- A Misalliance (1986)
- A Friend from England (1987)
- Latecomers (1988)
- Lewis Percy (1989)
- Brief Lives (1990)
- A Closed Eye (1991)
- Fraud (1992)
- A Family Romance (1993)
- A Private View (1994)
- Incidents in the Rue Laugier (1995)
- Altered States (1996)
- Visitors (1997)
- Falling Slowly (1998)
- Undue Influence (1999)
- The Bay of Angels (2001)
- The Next Big Thing (2002), nominada al Booker Prize
- The Rules of Engagement (2003)
- Leaving Home (2005)
- Strangers (2009)
- At The Hairdresser's (2011)